# Shimamura Tsuyoshi
Shimamura Tsuyoshi (島村 毅 (Đảo Thôn Nghị) Shimamura Tsuyoshi, sinh ngày 10 tháng 8 năm 1985 ở Saitama) là một cầu thủ bóng đá người Nhật Bản thi đấu cho Shonan Bellmare.

## Thống kê sự nghiệp
Cập nhật đến ngày 23 tháng 2 năm 2016.
| Thành tích câu lạc bộ | Thành tích câu lạc bộ | Thành tích câu lạc bộ | Giải vô địch | Giải vô địch | Cúp                   | Cúp                   | Cúp Liên đoàn | Cúp Liên đoàn | Tổng cộng | Tổng cộng |
| Mùa giải              | Câu lạc bộ            | Giải vô địch          | Số trận      | Bàn thắng    | Số trận               | Bàn thắng             | Số trận       | Bàn thắng     | Số trận   | Bàn thắng |
| Nhật Bản              | Nhật Bản              | Nhật Bản              | Giải vô địch | Giải vô địch | Cúp Hoàng đế Nhật Bản | Cúp Hoàng đế Nhật Bản | Cúp Liên đoàn | Cúp Liên đoàn | Tổng cộng | Tổng cộng |
| --------------------- | --------------------- | --------------------- | ------------ | ------------ | --------------------- | --------------------- | ------------- | ------------- | --------- | --------- |
| 2008                  | Shonan Bellmare       | J2 League             | 0            | 0            | 0                     | 0                     | -             | -             | 0         | 0         |
| 2009                  | Shonan Bellmare       | J2 League             | 21           | 0            | 1                     | 0                     | -             | -             | 22        | 0         |
| 2010                  | Shonan Bellmare       | J1 League             | 24           | 1            | 2                     | 1                     | 2             | 0             | 28        | 2         |
| 2011                  | Tokushima Vortis      | J2 League             | 25           | 5            | 0                     | 0                     | -             | -             | 25        | 5         |
| 2012                  | Shonan Bellmare       | J2 League             | 32           | 3            | 2                     | 0                     | -             | -             | 35        | 3         |
| 2013                  | Shonan Bellmare       | J1 League             | 27           | 2            | 1                     | 0                     | 3             | 0             | 31        | 2         |
| 2014                  | Shonan Bellmare       | J2 League             | 20           | 2            | 1                     | 0                     | -             | -             | 21        | 2         |
| 2015                  | Shonan Bellmare       | J1 League             | 13           | 3            | 2                     | 0                     | 3             | 0             | 18        | 3         |
| Tổng cộng sự nghiệp   | Tổng cộng sự nghiệp   | Tổng cộng sự nghiệp   | 162          | 16           | 9                     | 1                     | 8             | 0             | 179       | 17        |